# Acontia albinigra
Acontia albinigra är en fjärilsart som beskrevs av W. Warren 1913. Acontia albinigra ingår i släktet Acontia och familjen nattflyn. Inga underarter finns listade i Catalogue of Life.